# Morgan 3 Wheeler
Morgan 3 Wheeler är ett trehjuligt motorfordon, motorcykelbil, tillverkad av den brittiska biltillverkaren Morgan mellan 2011 och 2021. 
På Internationella bilsalongen i Genève 2011 introducerade Morgan Motor Company en modern version av de trehjuliga bilar som företaget tillverkade under sina första 40 år. Trehjulingen drivs av en amerikansk V-twin motorcykelmotor från motortillverkaren S&S (S&S X-Wedge),  som annars är kända för att trimma Harley-Davidson-motorer. Motorn har en cylindervolym på 117 cui (kubiktum), ca. 1.9 liter och en effekt på 115 hk. Växellådan kommer från Mazda och det ensamma bakhjulet drivs med en drivrem. 

## Morgan EV3
På Genèvesalongen i mars 2016 presenterades en eldriven version kallad Morgan EV3. Förbränningsmotorn är här ersatt av en elmotor på 62 hk. Batteripacket på 20 kWh ska räcka till en körsträcka om 240 km.